# ذات الرئة متعدد الفصوص
ذات الرئة متعدد الفصوص (بالإنجليزية: Multilobar pneumonia) هو أحد أنواع ذات الرئة، ويشبه ذات الرئة الفصي لكنه يختلف عن بأنه الإصابة تشمل أكثر من فص، وعادة ما تكون الأعراض أشد.